# Dalla dividuum
Dalla dividuum is een vlinder uit de familie van de dikkopjes (Hesperiidae). De wetenschappelijke naam van de soort is voor het eerst geldig gepubliceerd in 1913 door Harrison Gray Dyar.